# 브렛 켈리
브렛 켈리(Brett Kelly, 1993년 10월 30일 ~ )는 캐나다의 배우이다.

## 참여 작품
- 나쁜 산타
- 데드 라이크 미
- 성탄절 전야의 공항 대소동
- 마스터즈 오브 호러
- 수퍼내추럴